# Великий Преслав
Вели́кий Пресла́в (болг. Велики Преслав) або просто Преслав (у давньоруських літописах — Переяславець) — місто в Шуменській області Болгарії. Адміністративний центр общини Великий Преслав.
Столиця країни з часів Першого Болгарського царства, в новій історії Великий Преслав має статус міста з 1883 року. До Визволення в 1878 році місто також називалося турецькою назвою Ескі Стамбулук (старий Стамбул). Селище носило назву Преслав до 1993 року, коли був виданий указ про його перейменування у Великий Преслав. З кінця XIX століття проводяться археологічні розкопки.

## Населення
За даними перепису населення 2011 року у місті проживали 7694 особи.
Національний склад населення міста:
| Національність   | Кількість осіб | Відсоток |
| ---------------- | -------------- | -------- |
| болгари          | 5190           | 75,5 %   |
| турки            | 1004           | 14,6 %   |
| цигани           | 593            | 8,6 %    |
| інша             | 31             | 0,5 %    |
| не визначились   | 58             | 0,8 %    |
| Всього відповіли | 6876           |          |

Розподіл населення за віком у 2011 році:
Динаміка населення:

## Географія
Місто розташоване в Шуменській області, в 20 км від міста Шумен, за 3 кілометри на південь від сучасного села Преслава, воно є третім за величиною в регіоні після Шумена і Нового Пазара і є адміністративним центром громади Великий Преслав. Площа Преслава — 5 квадратних кілометрів.

## Історія

### Стародавня

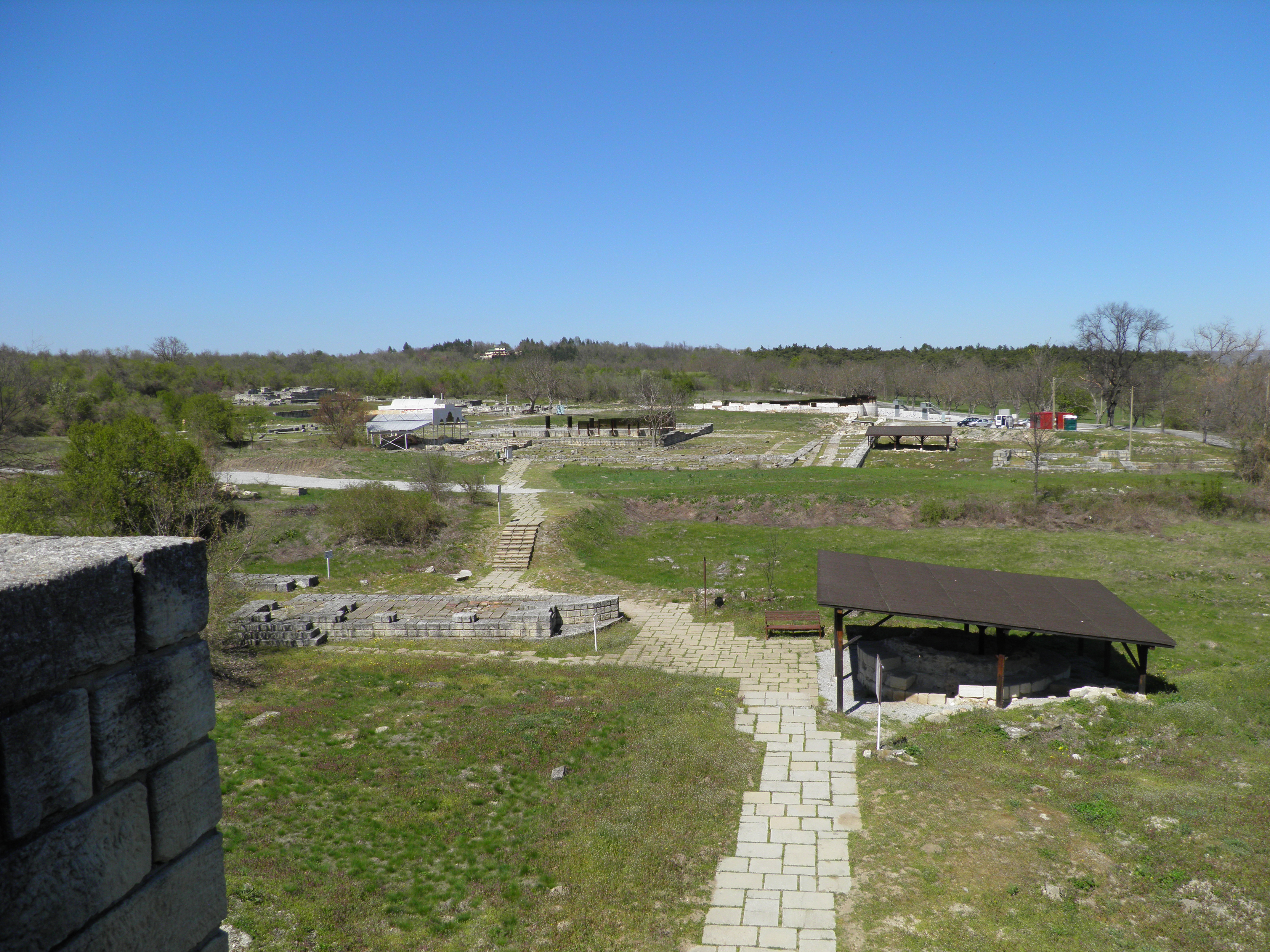
Старий столичний комплекс Преславський палац

Звіт про дослідження доісторичних поселень у Північно-східній Болгарії 1926 року показує, що з початку ХХ ст. до н. е. тут існував курган у неолітичний, енеолітний і бронзовий періоди. Курган називається «Мертвецький» і має діаметр 150 м і висоту 5 м, розташований в 0,5 км на захід від міста. Археологічний огляд виявляє друге поховання на території Великого Преслава, що датується неолітом і енеолітом. Воно розташоване у місцевості Гебеклісе, в 2 км на південь від міста, на відстані 150 м від річки Голяма Камчия, діаметром 70 м і висотою 5,5 м

### Раннє середньовіччя
У районі Делі Душка, поза стінами пізнішого середньовічного міста, були знайдені залишки тринефної церкви першої половини V століття.
Місто виникло у другій половині IX століття під час правління князя Бориса I (852—889) як військовий табір з укріпленим палацом і гарнізоном, розташований в 30 км від столиці Першої Болгарської держави Плиска. У 893 році після Преславської церковно-народної ради місто було оголошено столицею Болгарії, ставши місцем першої болгарської книжної школи. Преславська книжна школа розвивалася як важливий літературний і культурний центр Болгарії і в слов'янському світі, де служили видатні середньовічні письменники і вчені Наум Охридський, Костянтин Преславський, Іоанн Екзарх, Пресвітер Козьма, Чорноризець Храбр, Тудор Доксов та інші.
У середні століття Преслав став одним з найкрасивіших і величних міст Південно-східної Європи, з якого збереглися значні пам'ятники Плиска-Преславської культури. Зовнішнє місто було оточене білими стінами. Структури воріт, веж і стін подібні до структур Плиски. Внутрішнє місто також було оточене стіною, де був розташований комплекс царських будівель: величні кам'яні палаци, такі як Великий палац і Тронний палац з колонами, багато прикрашена мозаїкою, мармуровими і керамічними іконами Кругла церква та інші.
В кінці 60-х років X століття київський князь Святослав I, мотивований візантійським імператором Іоанном I Цимісхієм, пішов у похід на Болгарію і підкорив північний схід країни, у тому числі великі міста Друстар (сьогодні Сілістра) і Преслав (971). Він продовжив свій похід на південь і напав на візантійців, які в наступній війні вступили до Східної Болгарії спочатку як визволителі і вигнали русичів. Однак імператор Іоанн І вирішив скористатися ситуацією і зайняти східні болгарські землі, у тому числі Друстар і Преслав, захопивши болгарського царя Бориса II і Преславську скарбницю. На честь своєї перемоги імператор назвав місто на свою честь, давши йому візантійську назву «Йоанополіс». Місто було звільнене царем Самуїлом в 976 році і залишалося в болгарських руках до 1001 року, коли воно знову потрапило під візантійське панування. Після воскресіння Болгарської держави після повстання Івана Асена I і Теодора-Петра (1185—1187) Преслав знову став болгарською фортецею.
Серед археологічних знахідок виявлена керамічна ікона св. Теодора Стратилата, преславський золотий скарб і керамічний іконостас палацового монастиря, унікальна колекція свинцевих печаток, цінна колекція епіграфічних пам'яток, шахова фішка (пішак). Археологічні знахідки — зброя, знаряддя праці, ювелірні прикраси, розмальована кераміка тощо, свідчать про високо розвинуті ремесла і жваву торгівлю з Візантією та іншими країнами.

### Османська влада
Преславська єпархія стала незалежною від Константинопольського Патріархату в 1871 році. Через рік 20 серпня 1872 року Архімандрит Симеон став митрополитом Преславської єпархії.

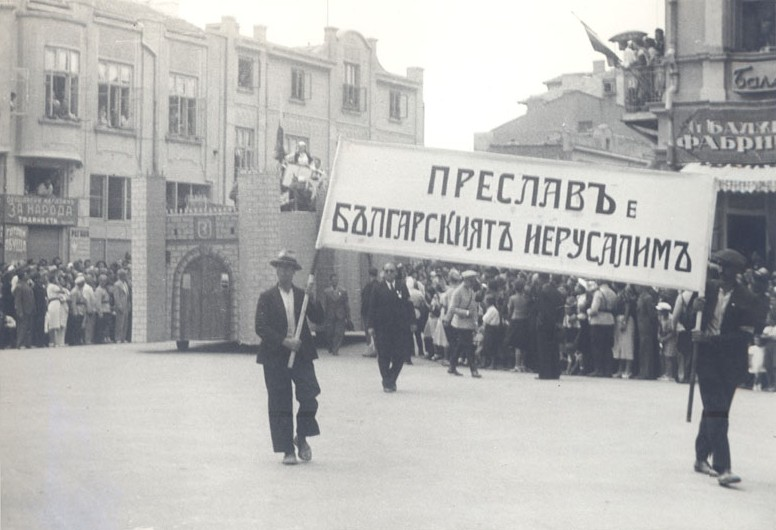
4-та сільськогосподарська культурна та національна рада, 28 — 29 серпня 1938 Варна.

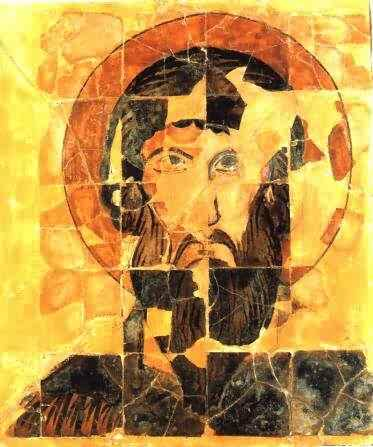
Керамічна ікона Св. Теодор Стратилат Преславської школи

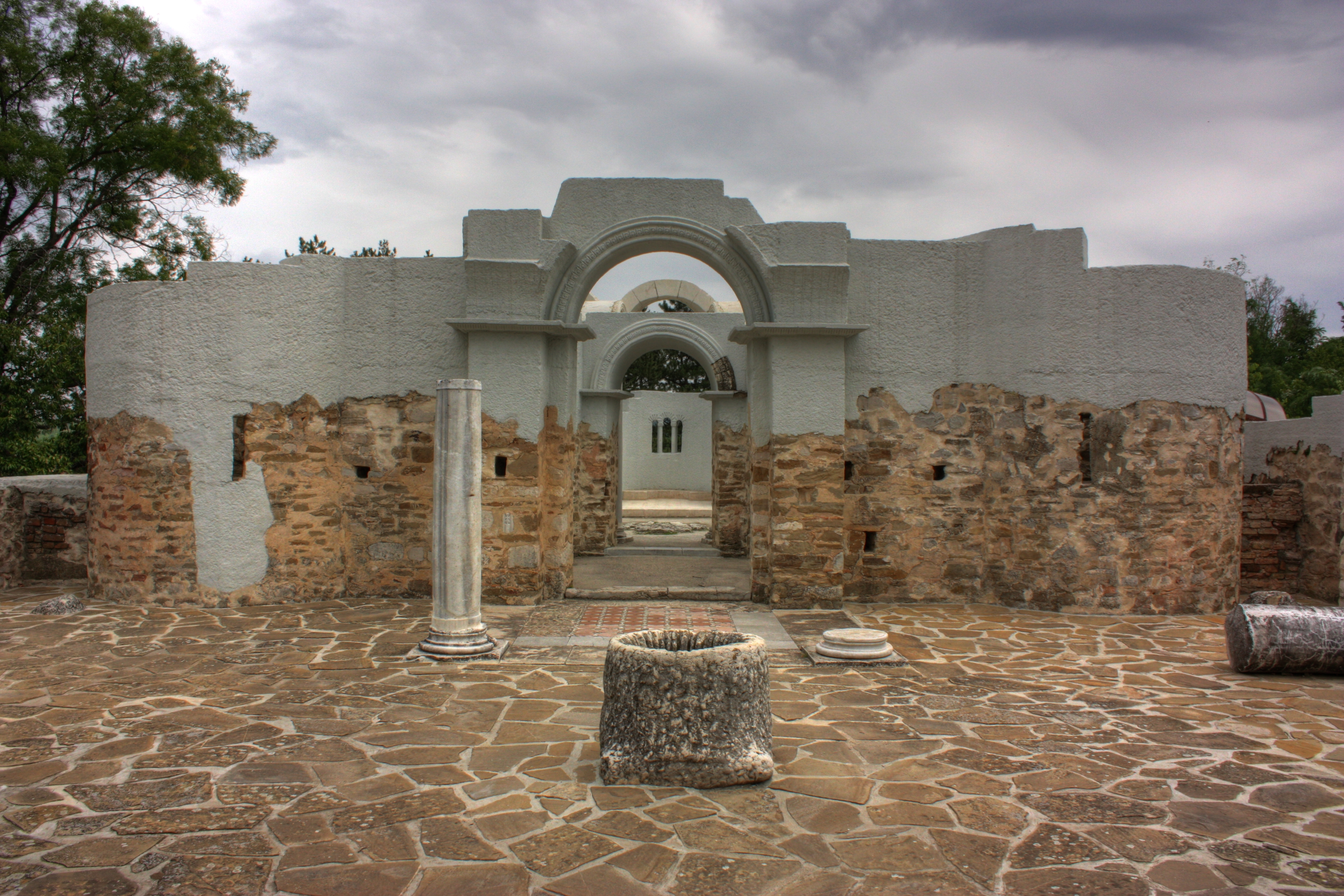
Преславська кругла церква

### Релігія

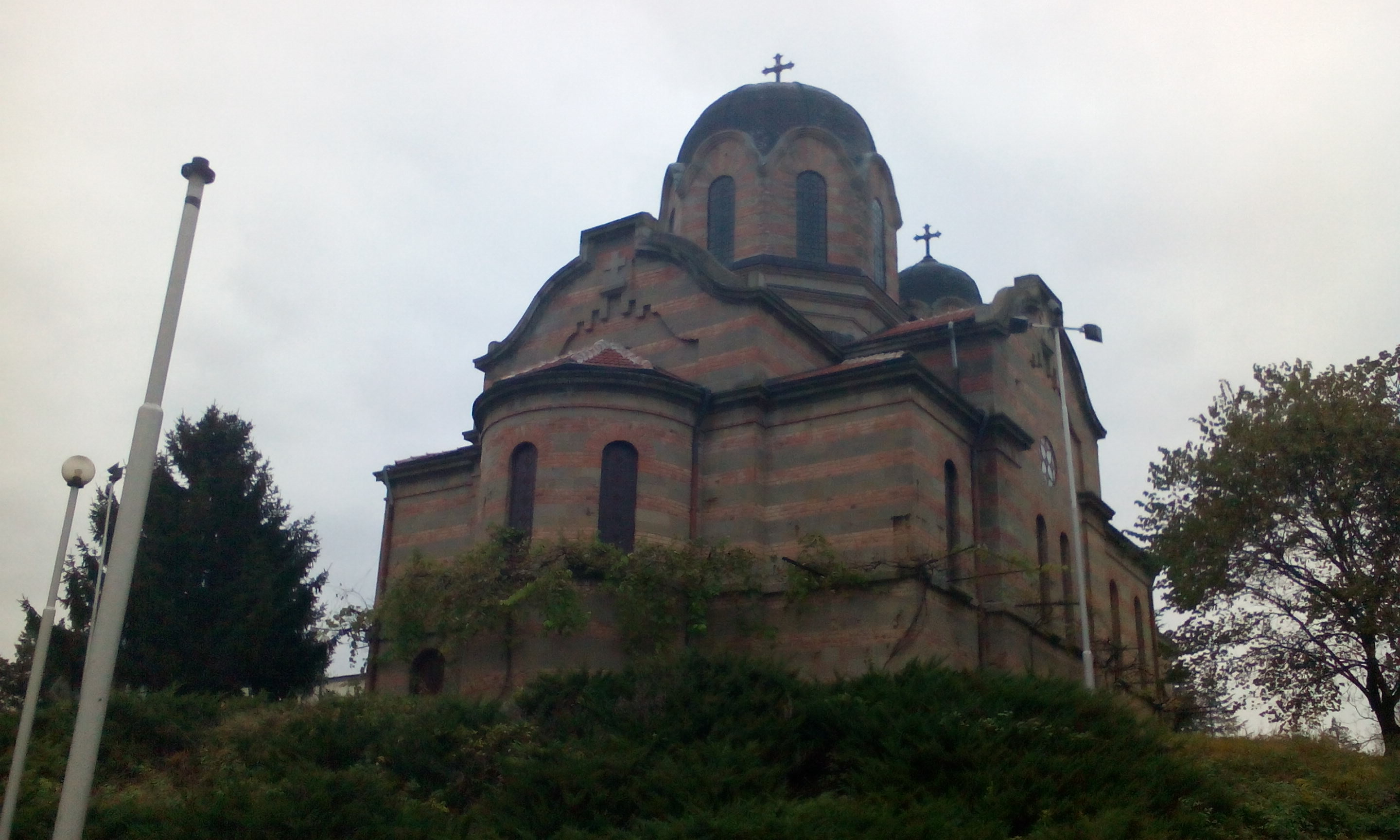
Церква Св. Архангела Михаїла

Більшість населення складають православні християни. Є три православної церкви — архангела Михаїла, Св. апостолів Петра і Павла і пам'ятник-храм- Св. Кирила і Мефодія.

### Монастир «Св. Пантелеймон»
Патлейнський монастир «Св. Пантелеймон» був заснований у 9 столітті. Монастир складався з хрестовокупольної церкви та житлових і комерційних будівель, утворених у трьох дворах — молитовному, житловому і виробничому.
Є легенди, що в монастирі жили і творили учні святих братів Кирила і Мефодія Климент Охридський і Наум Преславо-Охридський. У 907 році, у монастирі помирає князь Борис. У районі монастиря відбуваються розкопки з початку 1908 року. Знайдено унікальну керамічну ікону святого Теодора Стратилата археологом Йорданом Господиновим.

## Освіта
- Професійна технічна гімназія «Симеон Великий»
- Професійна сільськогосподарська гімназія
- Середня школа «Черноризець Храбр»
- Початкова школа «Св. Кирила і Мефодія»

## Культура

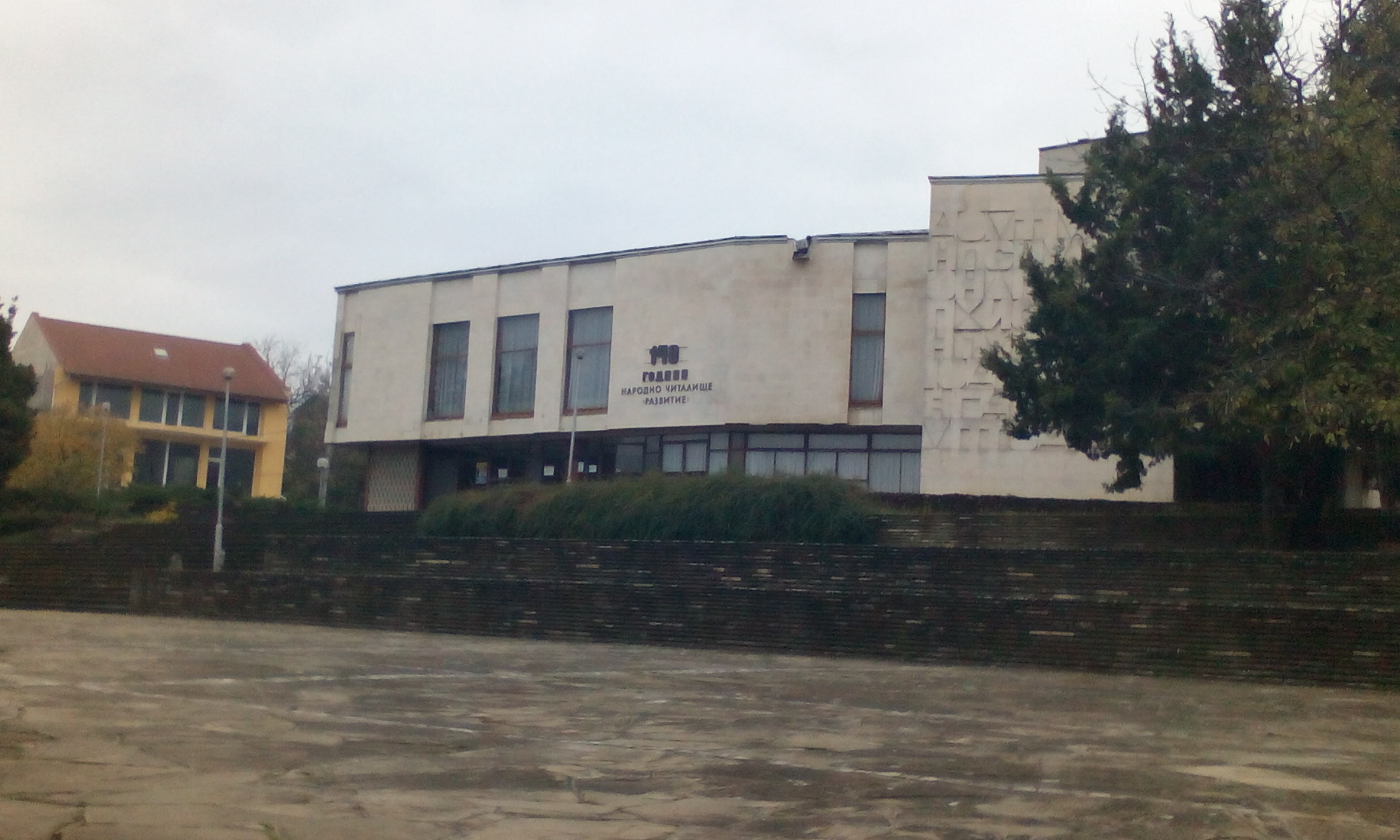
Громадський центр «Розвиток-1874»

У місті розташований Національний історико-археологічний заповідник та музей, до складу якого входять відновлені та збережені частини розкопок середньовічного міста та музей, де розміщені деякі відкриті об'єкти; зберігається більше 35 000 об'єктів, з яких близько 1700 експонуються для відвідувачів. Музей був заснований 26 жовтня 1906 року за ініціативою Йордана Господинова в місцевому археологічному товаристві «Тича». Будівля музею була повністю завершена в 1981 році. Заповідник входить до 100 національних туристичних об'єктів Болгарії.
У Преславі є етнографічний будинок XVIII — XIX століття, який зберігається в автентичному вигляді, представляє звичаї регіону з етнографічною колекцією. Місто також має громадський центр «Розвиток 1874», заснованим ще до Визволення.

### Творча діяльність
- Дитячий ансамбль «Здравець» очолює Валентина Янкова
- Дитяче ансамбль «Здравець — юніор» на чолі з Валентиною Янковою
- Танцювальна група «Любе ле» з керівником Христо Колевим
- Танцювальна група «Радість» на чолі з Христом Колевим
- Танцювальна група"Пендарі" з режисерами Діляною Георгієвою та Венетою Івановою
- Жіноча фольклорна група «Болярка» на чолі з Венеліном Борисовим
- Дитячий ансамбль танцю «Веселий Хорс» з керівником Ніною Денєвою
- Народний клуб «Веселий хор» на чолі з Ніною Денєвою

## Інші
Були знайдені кісткові останки диких і домашніх птахів проф. Златозаром Боєвим, який визначив 18 видів птахів, більш цікавим серед них є орел яструбиний (Aquila fasciata), білоголовий сип (Gyps fulvus), фазан (Phasianus colchicus), галагаз звичайний (Tadorna Tadorna) та інші.

## Спорт
Місцева футбольна команда ФК «Преслав», що грає в футбольній групі «Б».

## Галерея

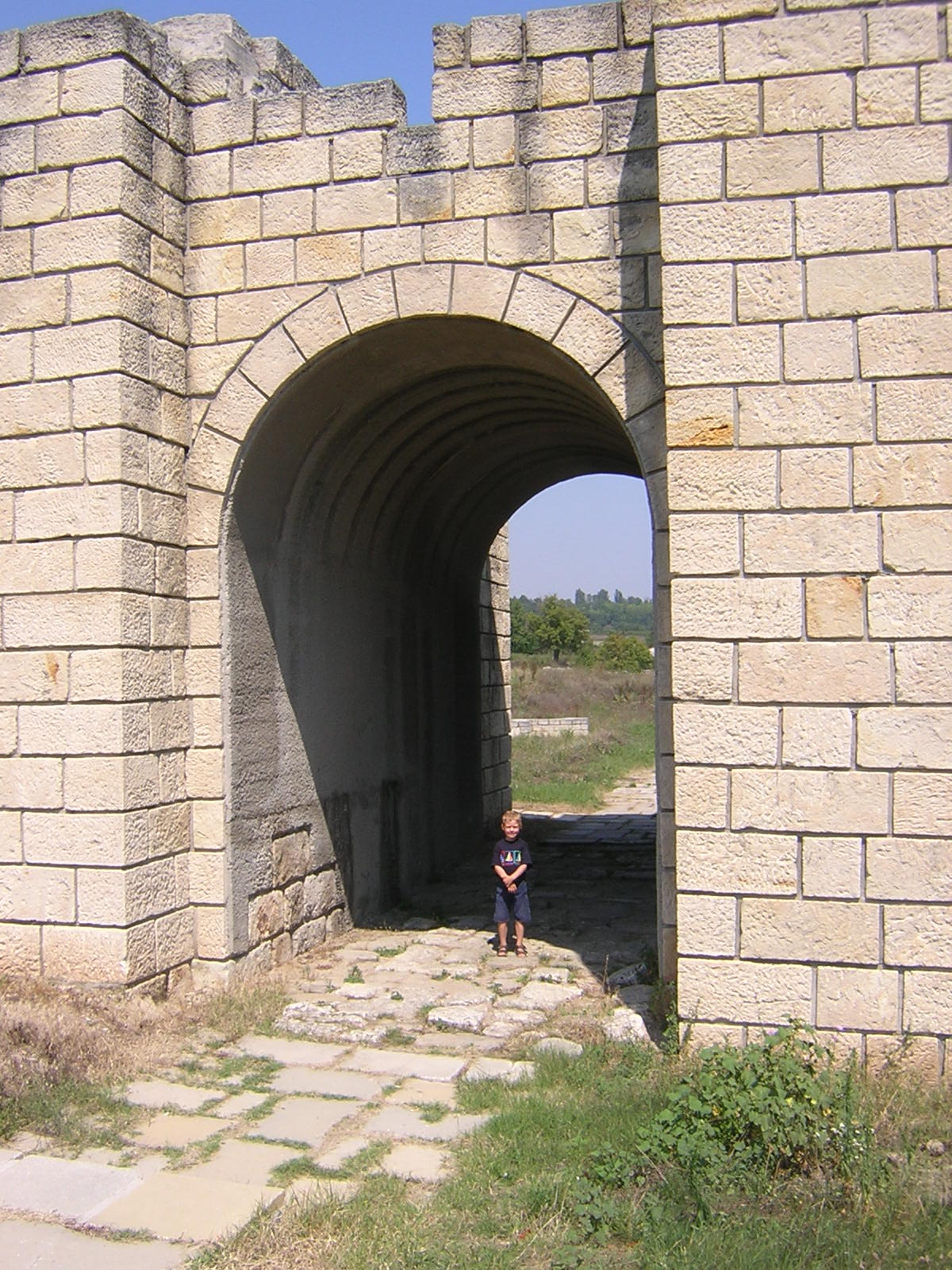
Вхід у фортецю
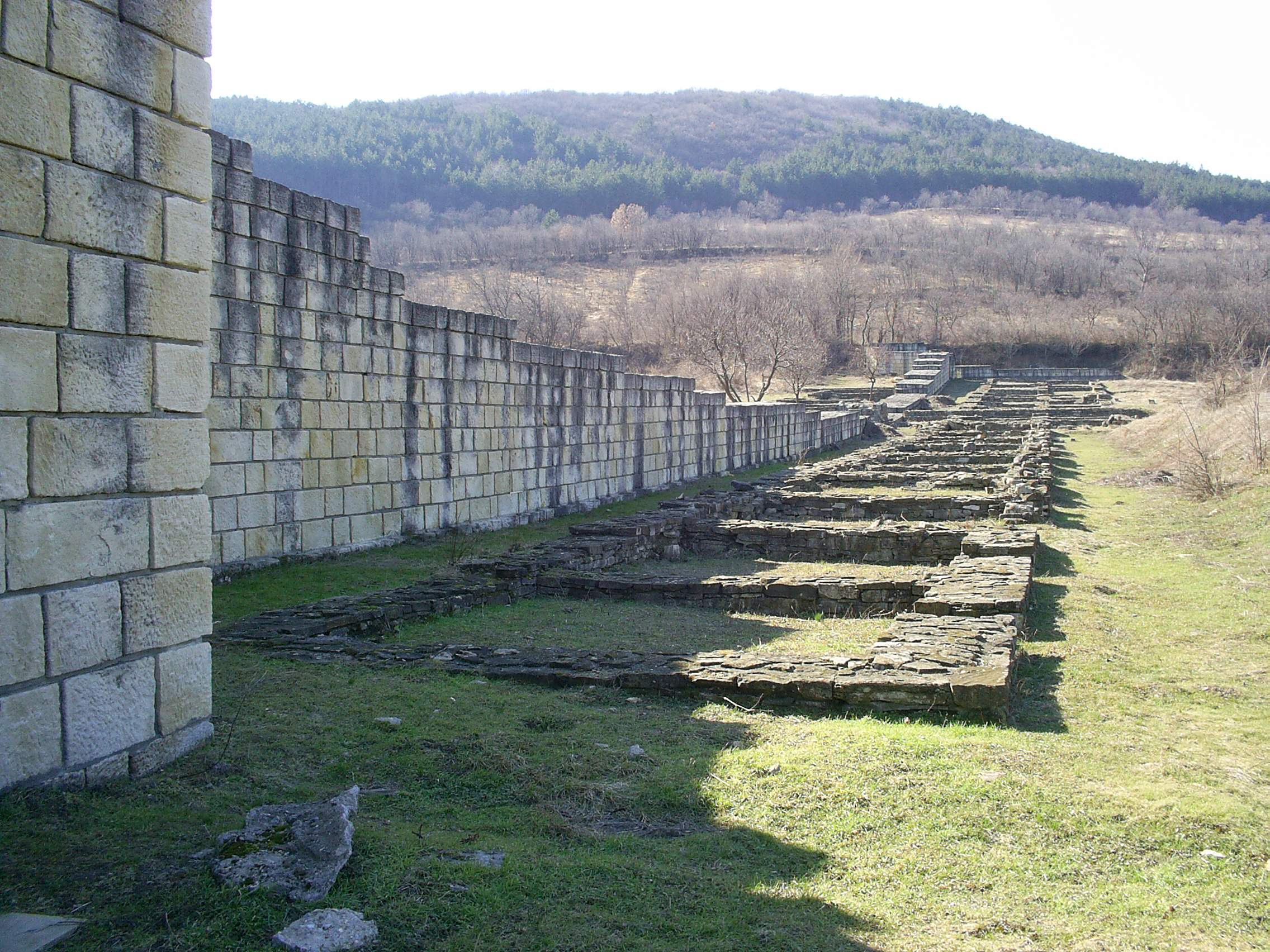
Стіни фортеці
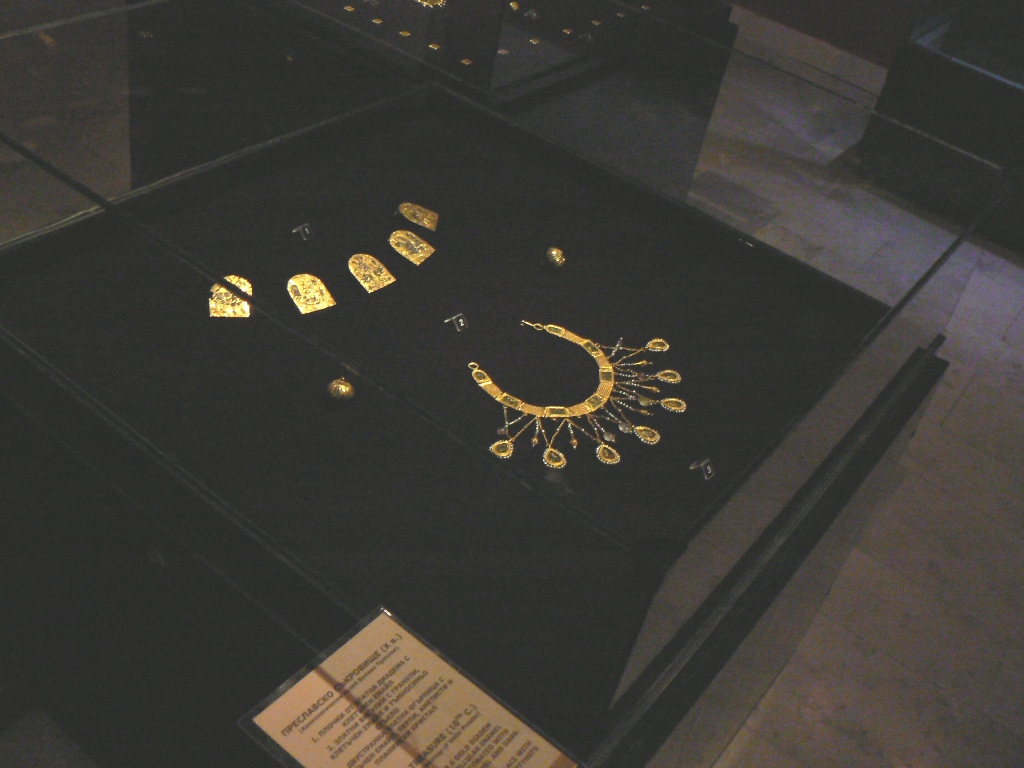
Преславський скарб
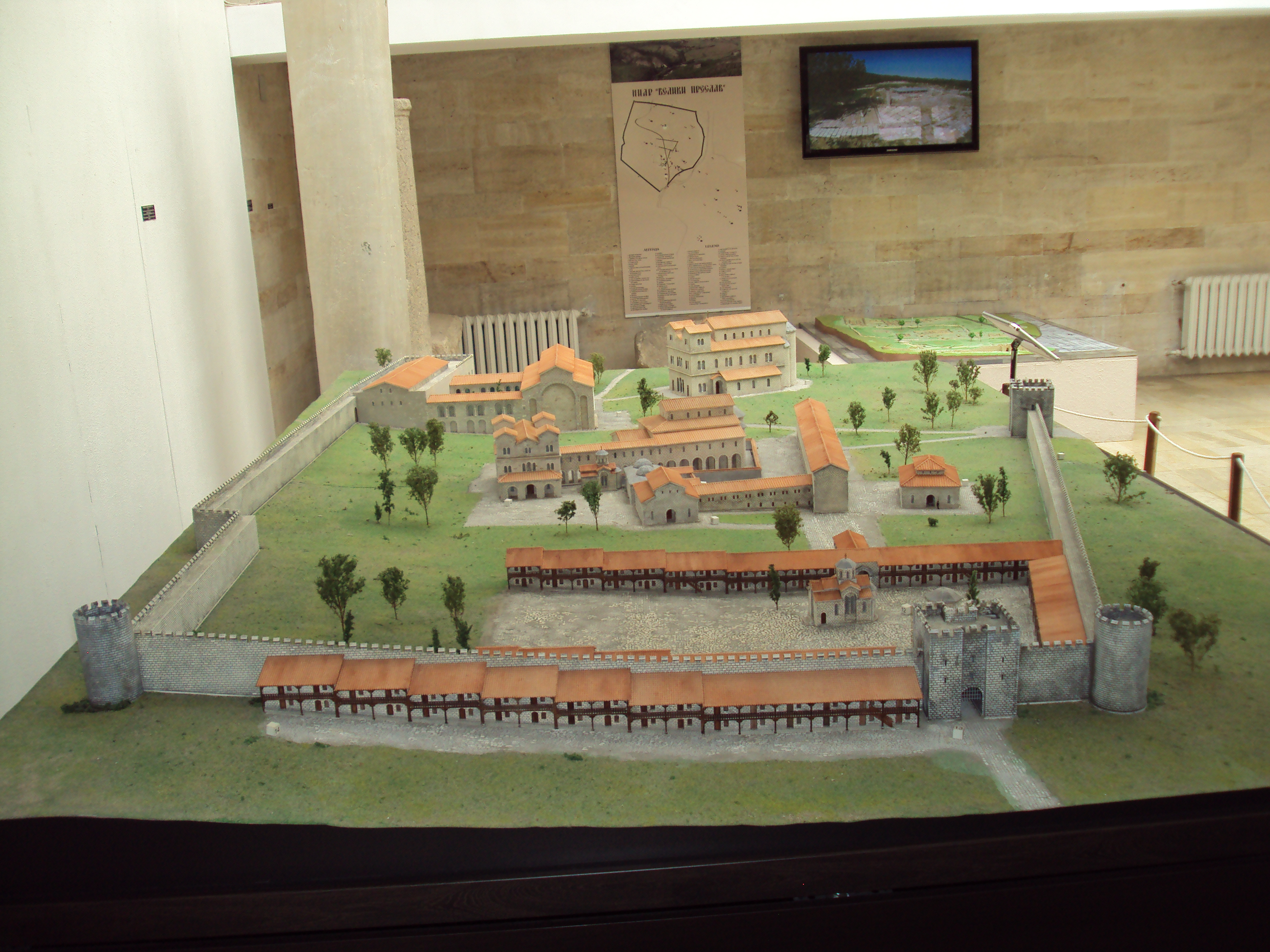
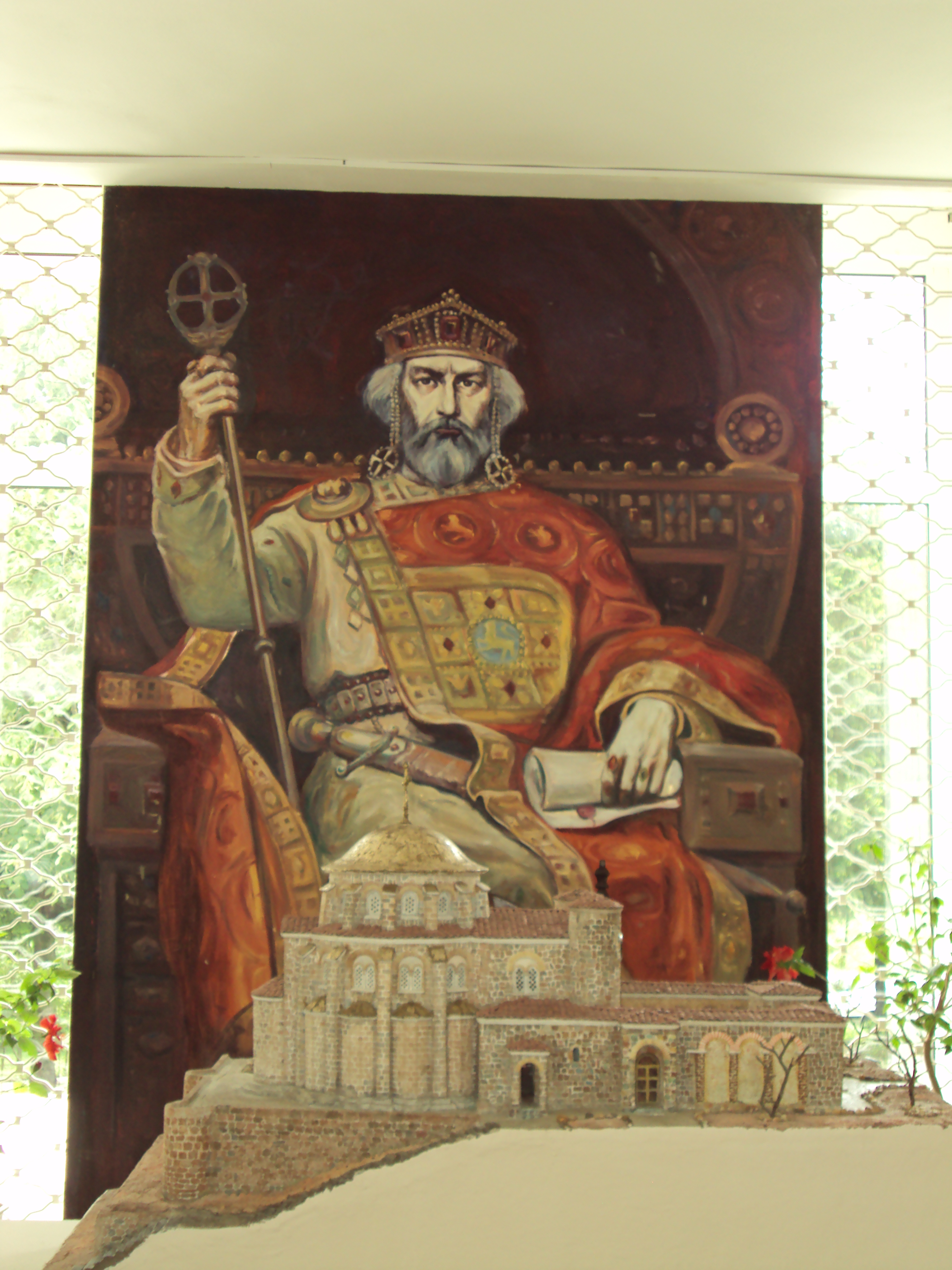
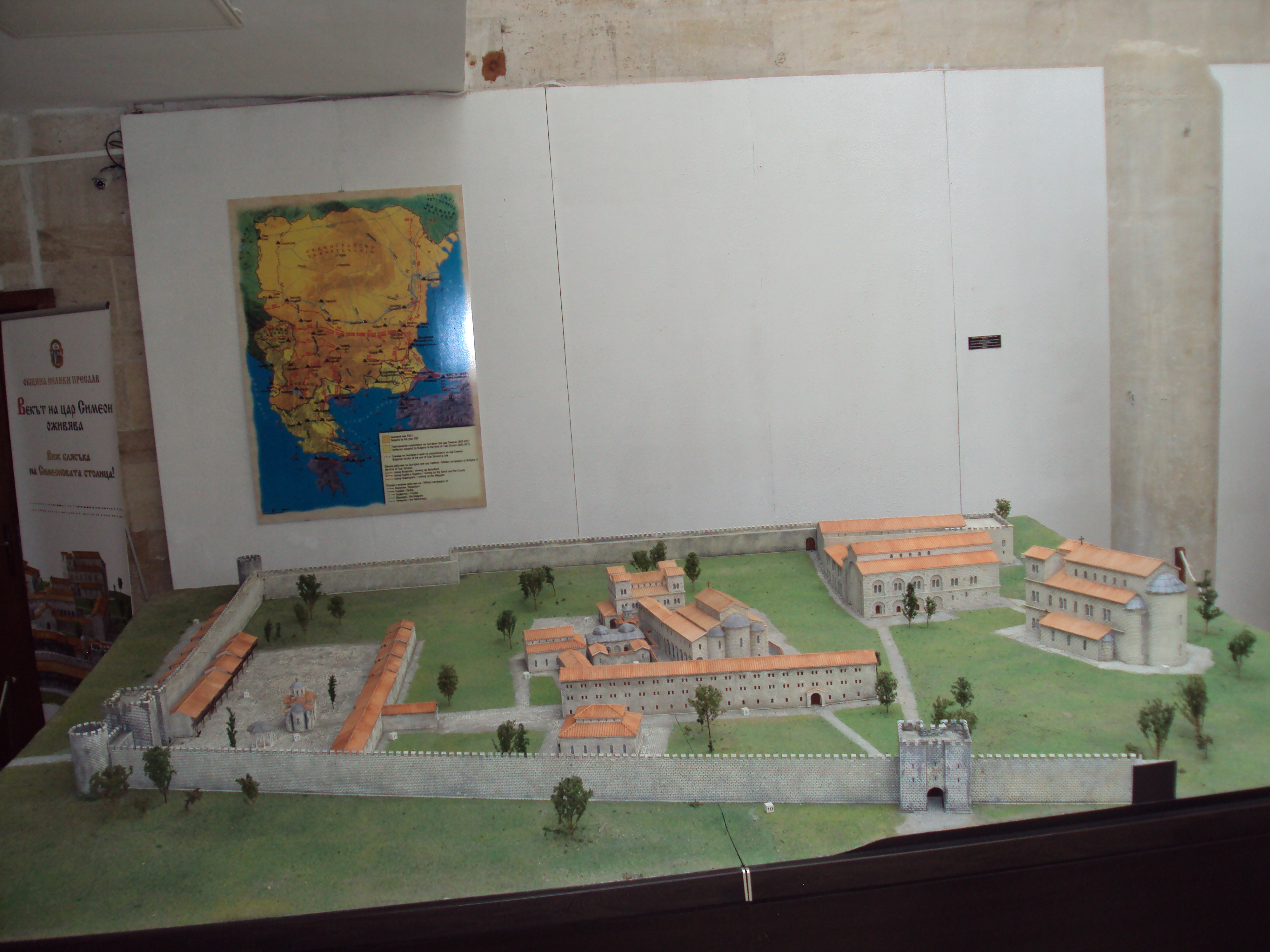

## Особи
Особи, пов'язані з Великим Преславом:
- Цар Симеон I (893–927), болгарський правитель
- Цар Петро I (927–969) болгарський правитель
- Цар Борис II (969–971), болгарський правитель
- Король Роман (978–991) болгарський правитель
- Цар Самуїл (997–1014), болгарський правитель
- Цар Гаврило Радомир (1014–1015), болгарський правитель
- Цар Іван Владислав (1015–1018), болгарський правитель
- Князь Пресіан II 1018, болгарський правитель
- Цар Петро II Делян (1040–1041, болгарський правитель
- Цар Петро III (1072), болгарський правитель
- Наум Преславський, болгарський святий і писар
- Костянтин Преславський, болгарський священик і письменник
- Чернорізец Храбр, болгарський священик і письменник
- Іоанн Екзарх, болгарський священнослужитель і письменник